# كورنيليوس هيكس
كورنيليوس هيكس (بالإنجليزية: Cornelius Hicks)‏ هو رسام أمريكي، ولد في 9 فبراير 1898، وتوفي في 13 سبتمبر 1930.